# Pesca comercial

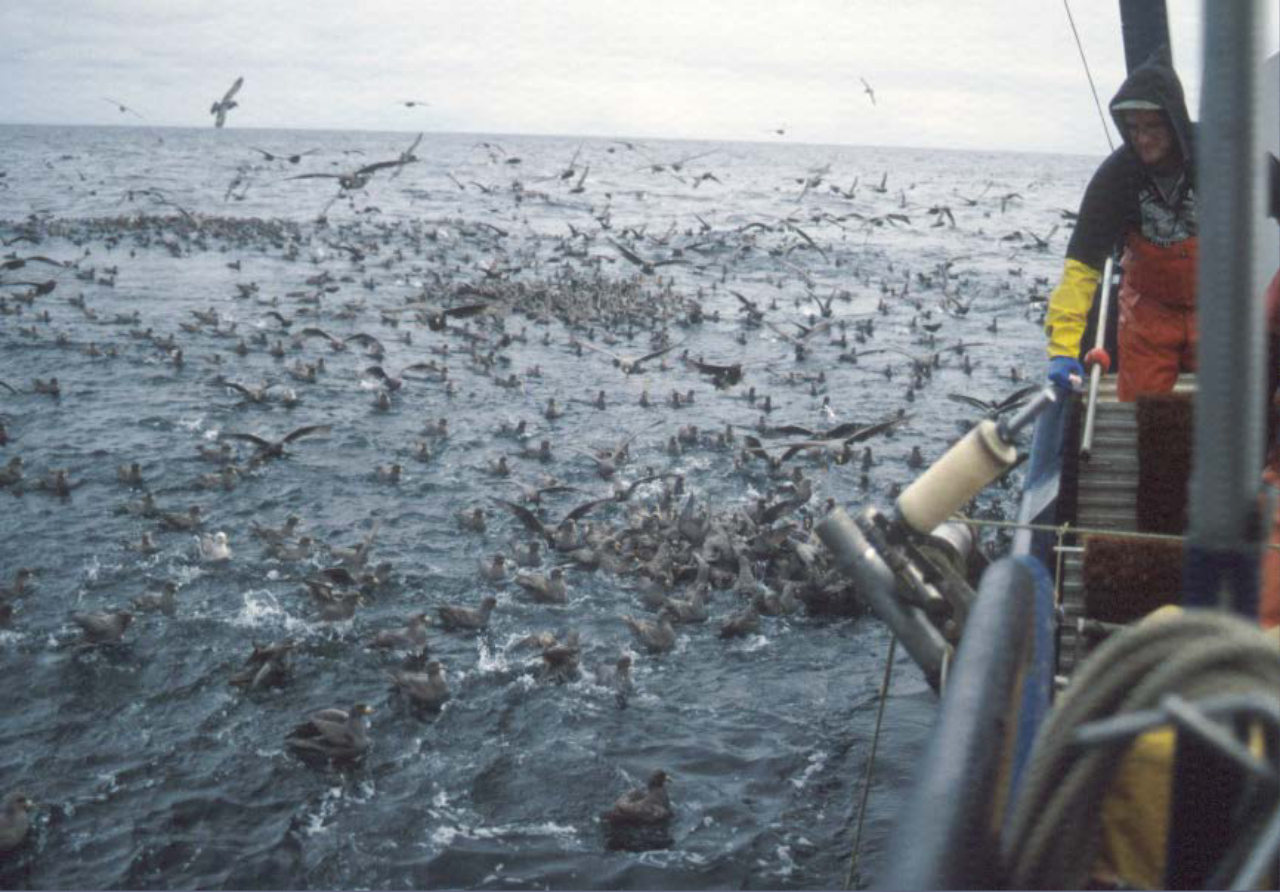
Ejemplo de actividad pesquera comercial.

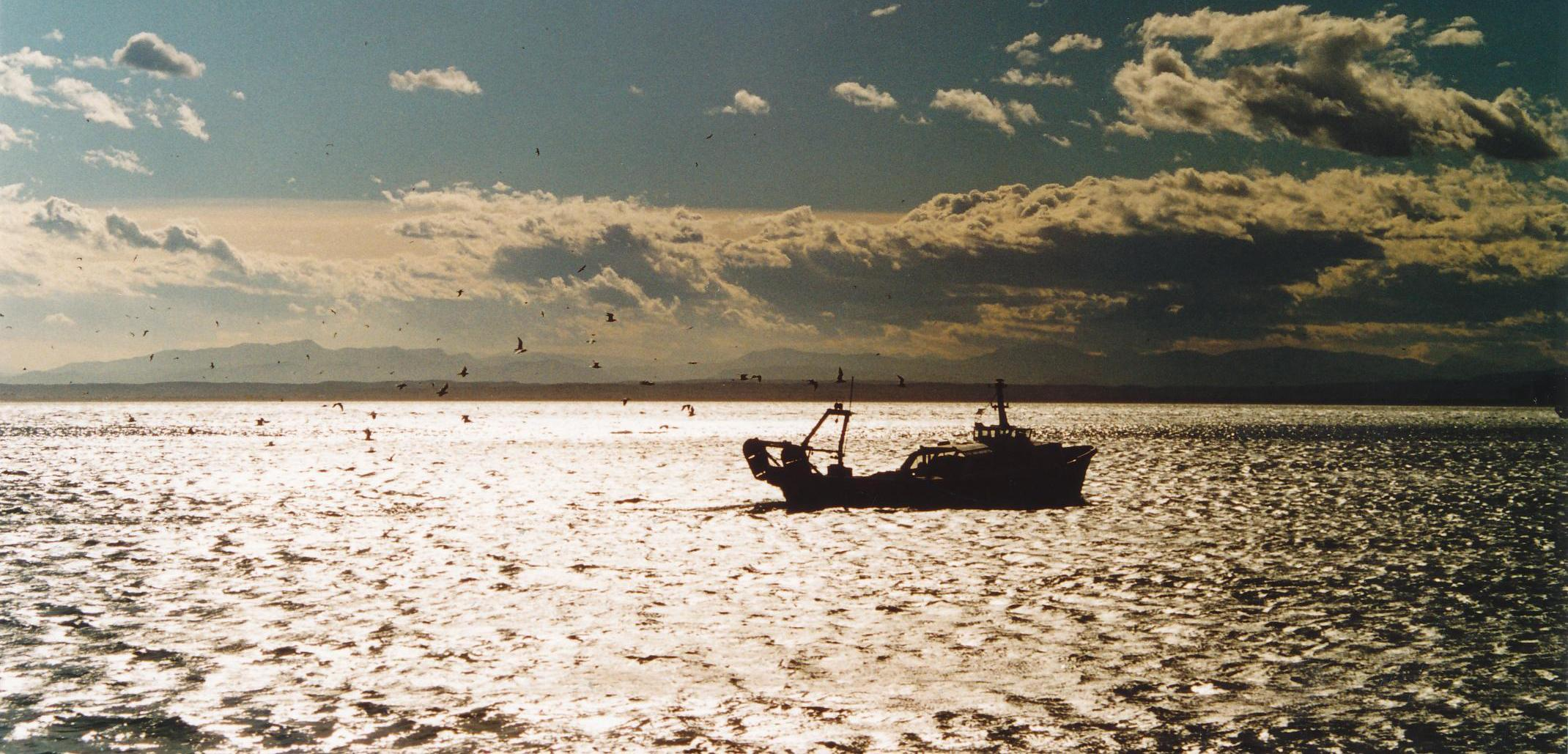
Vuelta de pescadores para Rosas (Gerona).

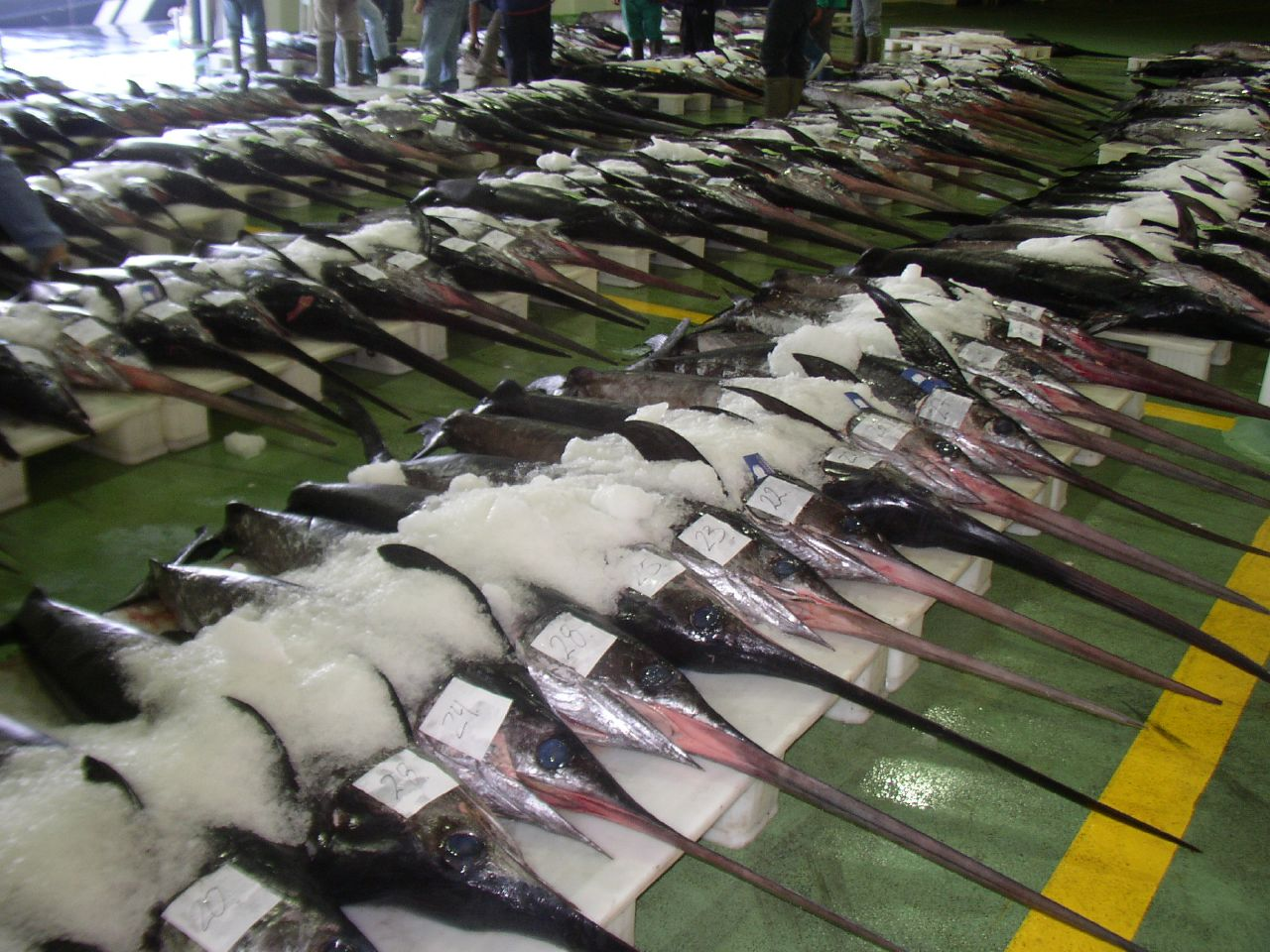
Pez espada en la lonja del Puerto de Vigo.

La pesca comercial es la actividad pesquera efectuada con fines de beneficio comercial.
Originariamente era el sustento de algunas poblaciones costeras o isleñas. Actualmente se han industrializado los sistemas de pesca, aunque en algunos países se siguen usando artes de pesca tradicionales o artesanales, para la obtención de recursos hidrobiológicos. Según el fin económico, la pesca se puede distinguir entre la pesca artesanal y la pesca industrial.
También ha derivado esta actividad al ocio, como ocurre con otras como la caza deportiva, pasando a considerarse un deporte.

## Tipos de artes de pesca
Principalmente, habría que dividir esta actividad en dos grandes grupos: uno sería el de la pesca que se práctica en aguas continentales (ríos, lagos, etcétera) y otro es la actividad que se desarrolla en la masa de agua oceánica. Esta distinción suele realizarse también a nivel legislativo, ya que esta actividad está regulada por los diferentes Estados del mundo, correspondiendo las competencias en la materia a distintas administraciones, también se pesca de forma recreativa,tanto desde costa como desde embarcación.

## Explotación pesquera
La explotación pesquera, sobre todo la industrial, ha ocasionado no pocos problemas a lo largo de su historia.
Desde tiempos remotos, el hombre ha buscado alimentarse y encontró una solución a esa necesidad, entre otras actividades, en la pesca. Sin embargo, al observar la necesidad creciente de la demanda de dicho alimento, se vio obligado a incrementar la captura de especies hidrobiológicas, creando métodos para obtener volúmenes cada vez mayores de pesca a un bajo costo o precio. Con el tiempo, esta empresa se fue industrializando.
La situación sufre un cambio cuando el hombre se vuelve sedentario, la tasa de natalidad aumenta y las concentraciones humanas se densifican y crecen. La pesca, entonces, tanto marítima como continental, se vuelve depredatoria. Ante estas circunstancias, ciertos sectores prevén que los cursos de agua continentales quedaran sin población de especies acuáticas (peces, moluscos, crustáceos, etc.). En consecuencia, el área perdería su productividad y quedaría desolada o estéril para esta actividad extractiva.
Producto de la potencial depredación de las zonas pesqueras del mundo, el ser humano impuso leyes, reglas y límites a la actividad pesquera para proteger las especies hidrobiológicas y evitar así su total desaparición. Sin embargo, en algunas zonas pesqueras, los actos preventivos de este tipo no dan los resultados deseados al no llevarse un buen control de los mismos.
En algunos países, para evitar la deprecación, se promueve la crianza de especies comestibles en cursos de agua o en estanques naturales o artificiales; suele tratarse de especies hidrobiológicas cuyo consumo tiene una gran demanda. De esta forma, se

## Producción
En 2014, la producción mundial de pesca de captura en 2014 fue de 93,4 Mt, 81,5 Mt de aguas marinas y 11,9 Mt de aguas continentales. Los principales productores en ese año fueron China, Indonesia, Estados Unidos, Rusia y Japón.
En cuanto a las especies capturadas en captura marítima, las principales en 2014 fueron Theragra chalcogramma, Engraulis ringens, Katsuwonus pelamis, especies del género Sardinella y Scomber japonicus.

## Problemas de la pesca comercial
La explotación pesquera, si bien es un medio de abastecimiento de alimentos muy importante,  ha ocasionado distintos problemas ecológicos en el medio submarino. Con frecuencia la utilización de los equipos de pesca y la pesca misma generan efectos negativos en los ecosistemas submarinos, las cadenas tróficas y por consiguiente el abastecimiento futuro de peces para el consumo humano.
Gran parte de las problemáticas en torno a la pesca comercial surgen porque las compañías pesqueras sobreexplotan los recursos desde la costa cual las empuja hasta las aguas profundas. Los equipos empleados para este segundo caso generan un impacto potencial en muchas especies que viven en el suelo oceánico o cerca a este. Esto se da ya que el equipo de pesca cambia el hábitat al ser arrastrado por el suelo oceánico, destruyendo así gran parte de los hábitats de varias especies.
Si bien se sabe que existen efectos sobre las comunidades bénticas, dirigir estudios en esta materia se torna complicado debido a la variedad y complejidad de estas comunidades. Sin embargo existen estudios sobre disrupciones en el fondo marino generadas por el equipo de pesca, que ha impactado las comunidades bénticas y han generado fuertes cambios en las cadenas tróficas. Ello desestabiliza de manera permanente el equilibrio entre especies y puede generar problemas futuros para el mantenimiento del ecosistema.
El impacto en ecosistemas más fuerte, es causado por las compañías pesqueras que emplean métodos no selectivos de pesca que terminan por atrapar los peces en cuestión a la vez que dañan otras especies y el hábitat de las mismas. La expresión máxima de este tipo de pesca es la pesca de arrastre, la cual termina por dañar el suelo marino y por ello mismo los hábitats de varias especies, los arrecifes de coral y en casos especiales ecosistemas completos.
Por otra parte la problemática con la sobrexplotación pesquera, es que una vez se ha explotado o sobrexplotado una parte de la zona pelágica se recurre a mayores profundidades para mantener las tasas de captura y los beneficios económicos que de estas se deriva, llevando a la actividad pesquera a extremos tales como la pesca de arrastre ya mencionada y por consiguiente al fuerte impacto sobre las dinámicas de los ecosistemas en cuanto a preservación y sostenibilidad.

## Formas de pesca comercial
- Almadraba
- Curricán de fondo
- Encañizadas
- Jigging
- Pesca al brumeo
- Pesca al cerco
- Pesca al coup
- Pesca al curricán
- Pesca al lanzado
- Pesca con palangre
- Pesca con carro valenciano
- Pesca con mosca
- Pesca con nasa
- Pesca con roca
- Pesca de arrastre
- Pesca submarina
- Surf casting
- Trasmallo
- Draga Hidráulica (Pesca de Bivalvos)[7]
- Rastro remolcado (Pesca de Bivalvos)
- Cerco danés
- Cerco escocés
- Lanza o arpón (Antiguamente empleado en la pesca de ballenas)
- Redes de deriva
- Buques poteros industriales (Pesquería del calamar)
- Líneas de mano (Pesquería artesanal de atún rojo)
- "Voracera" (Pesquería del voraz en el estrecho)
- Chinchorro
- Corrales
- Rastrillo